# 甲霜灵
甲霜灵是一种含氮有机化合物，化学式C
15H
21NO
4，能作为杀真菌剂。